# Something, Something, Something, Dark Side
Something, Something, Something, Dark Side (titulado en España: Bla, bla, bla, lado oscuro) es el episodio número 20 (de 44 minutos) perteneciente a la octava temporada de la serie Padre de familia y el vigésimo y último (sin contar Partial Terms of Endearment) en emitirse. El episodio es la secuela de la parodia de Star Wars: Blue Harvest. Su estreno fue en FOX el 23 de mayo de 2010. El capítulo es una parodia de la película The Empire Strikes Back, los personajes de la serie que interpretaron a los de la película original son los mismos salvo en unas excepciones. Antes de su emisión, fue lanzado en DVD el 22 de diciembre de 2009.
El episodio está escrito por Kirker Butler y dirigido por Dominic Polcino. La producción recibió las alabanzas por parte de la crítica por su cuidadosa recreación de la película, al igual que la inclusión de muchas referencias culturales. Según la cuota de pantalla Nielsen, el episodio fue visto en 6,13 millones de hogares en su estreno. El mismo cuenta con la participación de los actores: H. Jon Benjamin, John Bunnell, James Caan, Jackson Douglas, Joe Flaherty, James Greene, Phil LaMarr, Kevin Michael Richardson, George Rogan y James Woods, entre otros actores recurrentes más de la serie.

## Argumento
Mientras la familia Griffin está viendo la televisión, ocurre otro apagón, y Chris le propone a Peter contar otra historia de la Guerra de las Galaxias. Peter empieza a narrar El imperio contraataca.
Un Destructor Estelar suelta unos droides de investigación, entre ellos Cometín Sónico, en busca de la Alianza Rebelde. Uno de los droides (Joe Swanson) aterriza en el helado planeta de Hoth, donde los rebeldes han instalado una base. El comandante de los rebeldes Luke Skywalker (Chris Griffin) estaba patrullando cuando es atacado por un enorme wampa (Monstruo de las Galletas) y lo lleva a su cueva. En la base, Han Solo (Peter Griffin) anuncia su intención de dejar la rebelión, mientras la Princesa Leia (Lois Griffin) objeta su decisión. Cuando él descubre que Luke aún no ha regresado, Han sale sobre su dondon a buscarle. Luke escapa de la cueva del wampa tras cortarle el brazo izquierdo y tiene una visión de su viejo maestro Obi-Wan Kenobi (John Herbert), quien le dice que debe ir al pantanoso planeta Dagobah a aprender sobre la Fuerza con el Maestro Jedi Yoda. Han encuentra a Luke, pero cuando su dondon muere de frío, Han abre el vientre del animal para meter allí dentro a Luke para que no siga con frío. Después los dos son rescatados.
Más tarde, la base rebelde es descubierta y Darth Vader (Stewie Griffin) ordena atacar. La flota imperial sale al hiperespacio, dando a los rebeldes tiempo suficiente para evacuar la base mientras Luke dirige su escuadrón de snowspeeders para frenar al batallón de "camellos robot" del Imperio. Los soldados imperiales consiguen entrar en la base, obligando a Han a escapar en el Halcón Milenario con Leia, C3PO (Glenn Quagmire) y Chewbacca (Brian Griffin), mientras Luke escapa en su Ala-X con R2D2 (Cleveland Brown).
El Halcón Milenario entra en un campo de asteroides y Han decide estacionar dentro de una cueva para reparar la nave, después de lo cual huyen al darse cuenta de que han aterrizado en la barriga de un gusano espacial (Meg Griffin). Mientras tanto, Luke realiza un aterrizaje forzoso en las ciénagas de Dagobah y encuentra a Yoda (Carl) rodeado de un paisaje nebuloso. Yoda entrena a Luke.
El emperador (Carter Pewterschmidt) ordena a Darth Vader capturar a Luke y llevarlo al lado oscuro de la Fuerza. Vader recluta caza-recompensas para localizar y atrapar a los amigos de Luke, con la intención de usarlos como cebo para atrapar a Luke. Con el Halcón Milenario averiado, Han y compañía escapan escondiéndose en un campo de basura, pero son atrapados por Boba Fett (Ernie el Pollo Gigante). Luke tiene una premonición de que sus amigos están en peligro y deja Dagobah para salvarlos pese a que no ha terminado su entrenamiento.
Han y los otros van a la ciudad en las nubes en el planeta Bespin para obtener ayuda del amigo de Han, Lando Calrissian (Mort Goldman), sólo para ser llevados ante Darth Vader. Han revela de buena gana  la localización de Luke y la base rebelde, pero es torturado haciéndole escuchar la canción Where Have All the Cowboys Gone? de Paula Cole. Después se lo utiliza  para probar un congelador de carbón que Vader tiene la intención de usar para traer a Luke ante el Emperador. Leia confiesa estar enamorada de Han, pero Han le dice "Vete al diablo." y es congelado en carbonito para la posteridad, aunque con los pantalones bajados. Lando traiciona al Imperio liberando a Leia, Chewbacca y C3PO, aunque es tarde para impedir que Boba Fett salga volando con Han.
Luke llega a la ciudad en las nubes y reta a Darth Vader a una lucha de sables de luz, en la que Vader corta la mano derecha de Luke. Con Luke arrinconado y sin defensa, Vader intenta convencer a Luke de unirse al lado oscuro, revelando que él es su padre. Luke se arroja por un pozo de aire y termina colgado de una antena debajo de la ciudad, llamando a Ben, Leia y Tom Selleck. Leia siente la llamada de Luke desde dentro del Halcón Milenario y le rescata.
A bordo de una fragata Nebulon-B, a Luke le colocan una mano artificial mientras Lando, viste las ropas de Han, anunciado por Chewbacca en el Halcón Milenario para rescatar a Han. Antes de que la historia termine, Luke está enojado por la forma en que termina la historia. Entonces recibe una carta del Doctor Brown, referencia al final de Back to the Future Part II.
En la casa Griffin, la luz vuelve cuando Peter termina la historia, sólo para tener otro argumento de Chris sobre Pollo Robot. Chris promete no dejar a Peter hacerle enfadar, pero Peter comienza a contar la historia de Without a Paddle, haciendo enfadar a Chris que luego sale corriendo.

## Producción y desarrollo

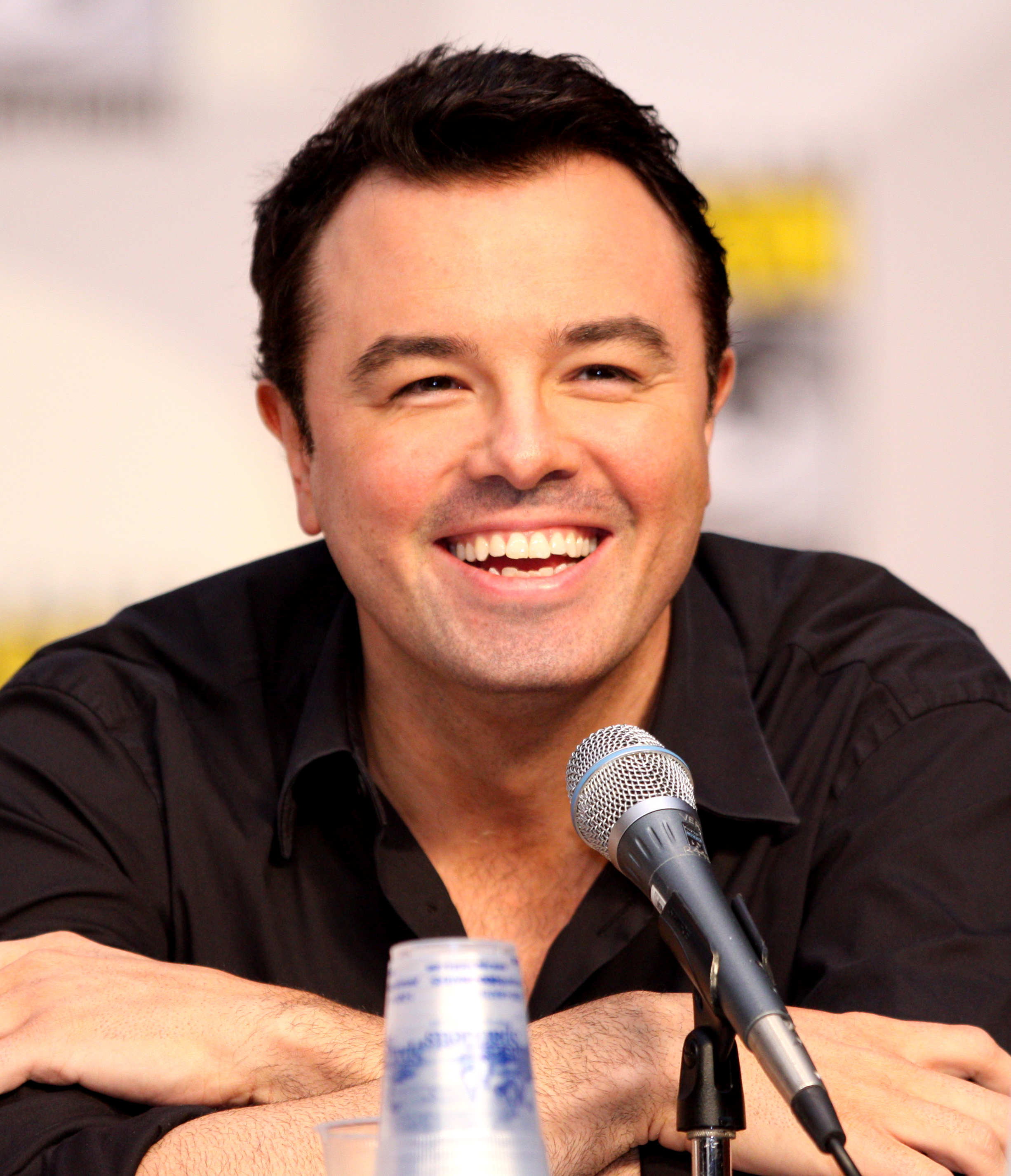
Seth MacFarlane en la Comic Con 2010 en San Diego

El episodio fue escrito por Kirker Butler antes del inicio de la huelga de guionistas de Hollywood 2007-08 y antes también de dejar la serie para ocupar el cargo de coproductor ejecutivo de The Cleveland Show. Butler escribió el primer borrador en cuatro semanas bajo la supervisión de Seth MacFarlane. En cuanto a la dirección, corrió a cargo de Dominic Polcino, quien ya dirigiera la predecesora Blue Harvest. Fue el último episodio de la serie en usar la técnica a mano alzada en las animaticas antes de pasar a la animación por ordenador.[cita requerida]
Aparte del reparto habitual, el actor H. Jon Benjamin vuelve a prestar su voz que hace a la vez de Yoda, y el antiguo sheriff John Bunnell hace su segunda aparición en la serie desde Quagmire's Baby, James Woods hace acto de presencia por tercera vez. El elenco incluye a los actores James Caan, Jackson Douglas y Joe Flaherty, James Greene, Phil LaMarr, Kevin Michael Richardson y George Rogan.
Del elenco principal, prestan sus voces: John G. Brennan, Chris Cox, Ralph Garman, Wally Wingert, los guionistas; Kirker Butler, Danny Smith, Alec Sulkin, John Viener y el showrunner Mark Hentemann y Chris Sheridan.
El episodio incluye escenas en imagen real extraídas de la película Rocky IV en las que aparecen los actores: Dolph Lundgren, Brigitte Nielsen y Michael Pataki, además de otro clip en donde aparece Tom Selleck en la película Her Alibi.
La edición DVD del Blue Harvest contenía dos huevos de Pascua con un pequeño tráiler del siguiente episodio y una breve lectura del guion.
Durante la lectura del guion, Leia (Lois) le decía a Luke (Chris) - "No sé qué es, pero cuando te he besado, es como si hubiera besado a mi propio hermano", aquella frase estaba planeada añadirse al episodio según palabras de Seth MacFarlane durante el audiocomentario del DVD de Blue Harvest, pero la cita fue eliminada, en su lugar, el episodio concluye con una parodia del final de Back to the Future Part II.
El título del episodio hace referencia a una frase específica del episodio Barely Legal donde en un flashback relacionado con Star Wars, el Emperador en su afán de dar con la fórmula perfecta para el diálogo de las sagas, le decía a Darth Vader: "Something, something, something, dark side. Something, something, something, complete".

## Reparto
- Chris Griffin como Luke Skywalker
- Peter Griffin como Han Solo
- Lois Griffin como Princesa Leia
- Stewie Griffin como Darth Vader
- Brian Griffin como Chewbacca
- Meg Griffin como Gusano espacial
- Glenn Quagmire como C3PO
- Cleveland Brown como R2D2
- Mort Goldman como Lando Calrissian
- Monstruo de las Galletas como Bestia de la cueva
- Joe Swanson como Droide de investigación